# Klosterkirche (Münsterschwarzach, karolingischer Vorgängerbau)
Die karolingische Klosterkirche (auch Martin-Dionysius-Benedikt-Kirche) in Münsterschwarzach war der erste durch bauliche Überreste nachgewiesene Vorgängerbau der heutigen, sogenannten Albert-Boßlet-Kirche des Benediktinerklosters. Er bestand von etwa 750 bis zum Bau der sogenannten Walther-Egbert-Basilika im Jahr 1023, wobei die Kirche um das Jahr 880 durch einen großen Umbau den neuen liturgischen Erfordernissen angepasst wurde.

## Baugeschichte
Die Besiedlung des Klosterareals in Münsterschwarzach ist eng mit der fränkischen Kolonisierung der Mainregion im 7. Jahrhundert verbunden. Erste klösterliche Siedlungsspuren finden sich in Schwarzach im Jahr 742, als Matto, der Stammvater des ostfränkischen Adelsgeschlechts der Mattonen, ein Kloster gründete, das zugleich der Versorgung der Zweitgeborenen der Familie diente. Kurze Zeit später, zwischen 750 und 783, wurde das erste Gotteshaus in Schwarzach errichtet.
Zur gleichen Zeit etablierte die dritte Frau König Karls des Großen, Fastrada, bei der es sich wohl um eine Mattonin handelte, ein reines Frauenkloster für den ostfränkischen Hochadel in Schwarzach am Main. Die Klosterkirche, die 783 fertiggestellt wurde, war den Patronen Dionysius, Martin von Tours und dem heiligen Benedikt unterstellt und als steinerne Hallenkirche mit einem freistehenden Campanile ausgestattet.
Die Kirche blieb in ihrer Form allerdings nur wenige Jahrzehnte erhalten, denn so rasch der Aufstieg des Frauenklosters erfolgte, so rasch war auch der Untergang. Etwa um das Jahr 857 verließ der Konvent unter Führung der Äbtissin Bertha, der Tochter Ludwigs des Deutschen, das Gebiet am Main und siedelte sich im Fraumünster von Zürich an. Die Klosterkirche und die Gebäude zerfielen, bis um das Jahr 877 Mönche aus dem Kloster Megingaudshausen im Steigerwald das Klosterareal wieder besiedelten.
Die Mönche begannen schnell mit einer umfassenden Erneuerung der Klosterkirche. Grund hierfür waren die sich wandelnden liturgischen Anforderungen, die auch vor dem Gotteshaus nicht haltmachten. Um 880 setzt die Literatur den Baubeginn für die erweiterte Dionysius-Martin-Benedikt-Kirche. Der Glockenturm wurde abgerissen und ein nördlicher Querschiffarm an seiner Stelle errichtet. Daneben erhielt die Kirche einen quadratischen Vierungsturm, der an die Pantaleonkirche in Köln erinnerte.
Dieses Kirchengebäude blieb fast 150 Jahre erhalten. Erst mit der Festigung des würzburgischen Einflusses über das Kloster in Schwarzach im 11. Jahrhundert plante man einen vollständigen Kirchenneubau, der nun der Romanik entsprach und unter Abt Walther I. ausgeführt werden sollte. Erst 1935, beim Bau der vierten Klosterkirche, stieß man auf archäologische Funde, die Licht in die karolingische Bauphase der Klosterkirche brachten. Heute werden die erhaltenen Reste im Boden vom Bayerischen Landesamt für Denkmalpflege als Bodendenkmal unter der Nummer D-6-6127-0062 eingeordnet.

## Beschreibung

### Frauenkirche
Die erste Münsterschwarzacher Kirche war in zwei Bauphasen um 750 und 880 errichtet worden. Nach dem ersten Bauabschnitt war eine steinerne Hallenkirche entstanden. Sie war innen stützenlos und mit einem geraden Westabschluss versehen, ein Querhaus fehlte ebenso wie weitere Anbauten. Umstritten ist der Ostabschluss, der wohl durch eine halbrunde, eingezogene Apsis gebildet wurde, wie es auch bei der Klosterkirche Hersfeld der Fall war.
Die lichte Breite des Kirchenschiffs betrug wohl 14,5 m. Eine Schifflänge von 22 m wurde erreicht. Eine Besonderheit der Nonnenschwarzacher Kirche war der Rundturm, der nordöstlich des Chores als Campanile gearbeitet war. Als Glockenturm überragte er das Gotteshaus, das eine Firsthöhe von 20,5 m aufwies, mit seinen ca. 30 m und einem Kegeldach. Bei den Ausgrabungen des Jahres 1935 fand man geschmolzenes Glockenerz im Turminneren. Der äußere Turmdurchmesser ergab 4,95 m bei einer Mauerstärke von 1,10 m.
Die Bedachung der ersten Klosterkirche erfolgte durch ein Satteldach am Langhaus. Die Apsis wurde durch einen halbierten Kegel abgeschlossen. Daneben wies die Kirche Obergaden mit kleinen Rundbogenfenstern auf, die typisch für die karolingische Architektur waren. Auch die Apsis, so vermutet Melber, war mit Rundbogenfenstern ausgestattet. Insgesamt machte der Baukörper einen blockhaften Eindruck, Sockel oder Nischen existierten nicht.
Im Inneren wurde der Westteil mit sechs tragenden Stützen verstärkt, die das einzige Gliederungselement im Kircheninneren darstellten. Sie wurden im Norden und Süden jeweils angebracht und stützten die Empore, die der in der Kirche Corvey ähnelte. Sie diente wohl als Schwesternempore für die Nonnen, die Münsterschwarzach zu dieser Zeit besiedelten. Unterhalb der Gaden gab es wohl keinerlei Fenster, sodass Licht nur durch die Obergaden ins Kircheninnere gelangte.

### Männerkirche
Die Erweiterung des karolingischen Kirchengebäudes um das Jahr 880 begann mit dem Abriss des freistehenden Glockenturms. An seiner Stelle wurde ein Querschiffarm angelegt. Die angebauten Querschiffarme im Norden und Süden wurden an den östlichen Abschluss des alten Langhauses angepasst, sodass ein Achsenknick von −1,5° entstand. Das Querhaus wies nach dem Umbau eine Länge von 11 m auf, die Breite betrug 27 m.
Das Kirchenschiff ging im Osten in den Chorraum über, der wiederum, wie bei der älteren Frauenkirche, mit einer halbrunden Apsis abschloss. Der Chor wurde während des Umbaus erweitert. Oberhalb der Vierung brachte man einen quadratischen Glockenturm an, der mit seinem Pyramidendach an den Turm der Pantaleonkirche in Köln erinnerte. Es stellte einen Sonderfall in der Kirchenbaukunst des 9. und 10. Jahrhunderts dar, dass in Münsterschwarzach auf Nebenapsiden in den Querschiffarmen verzichtet wurde.

## Ausstattung
Über die ursprüngliche Ausgestaltung des Kircheninneren in den karolingischen Vorgängerbauten des Klosters Münsterschwarzach ist wenig bekannt. Eventuell bildete ein offener Dachstuhl den Abschluss des Kircheninneren. Szenische Wandmalereien, wie sie im Kloster Müstair heute noch vorhanden sind, dürften die Wände des Gotteshauses bedeckt haben. Des Weiteren befand sich mindestens ein Altar im Chorraum der Ostapsis.